# Vicariato apostólico de Rundu
El vicariato apostólico de Rundu (en latín: Vicariatus Apostolicus Runduen(sis) y en inglés: Apostolic Vicariate of Rundu) es una circunscripción eclesiástica latina de la Iglesia católica en Namibia, inmediatamente sujeta a la Santa Sede, aunque agregada a la provincia eclesiástica de la arquidiócesis de Windhoek. El vicariato apostólico es sede vacante desde el 16 de noviembre de 2020. 

## Territorio y organización
El vicariato apostólico tiene 140 046 km² y extiende su jurisdicción sobre los fieles católicos de rito latino residentes en la parte nordeste de Namibia, incluyendo la Franja de Caprivi.
La sede del vicariato apostólico se encuentra en Rundu, en donde se halla la Catedral de Santa María.
En 2020 en el vicariato apostólico existían 10 parroquias.

## Historia
El vicariato apostólico fue erigido el 14 de marzo de 1994 con la bula Sollicitam sane curam del papa Juan Pablo II, obteniendo el territorio del vicariato apostólico de Windhoek (hoy arquidiócesis).

## Estadísticas
De acuerdo al Anuario Pontificio 2021 el vicariato apostólico tenía a fines de 2020 un total de 107 023 fieles bautizados.
| Año                                                                             | Población            | Población | Población      | Sacerdotes | Sacerdotes    | Sacerdotes    | Bautizados por sacerdote | Diáconos permanentes | Religiosos | Religiosos | Parroquias |
| Año                                                                             | Bautizados católicos | Total     | % de católicos | Total      | Clero secular | Clero regular | Bautizados por sacerdote | Diáconos permanentes | Varones    | Mujeres    | Parroquias |
| ------------------------------------------------------------------------------- | -------------------- | --------- | -------------- | ---------- | ------------- | ------------- | ------------------------ | -------------------- | ---------- | ---------- | ---------- |
| 1999                                                                            | 80 400               | 238 000   | 33.8           | 17         | 6             | 11            | 4729                     | 11                   | 13         | 42         | 9          |
| 2000                                                                            | 78 700               | 236 500   | 33.3           | 19         | 6             | 13            | 4142                     | 11                   | 15         | 46         | 9          |
| 2001                                                                            | 87 600               | 249 800   | 35.1           | 18         | 5             | 13            | 4866                     | 10                   | 18         | 36         | 10         |
| 2002                                                                            | 88 500               | 251 700   | 35.2           | 19         | 6             | 13            | 4657                     | 11                   | 15         | 42         | 15         |
| 2003                                                                            | 89 640               | 275 500   | 32.5           | 21         | 6             | 15            | 4268                     | 11                   | 17         | 42         | 9          |
| 2004                                                                            | 91 464               | 298 976   | 30.6           | 18         | 5             | 13            | 5081                     | 11                   | 15         | 38         | 9          |
| 2010                                                                            | 101 000              | 314 000   | 32.2           | 16         | 3             | 13            | 6312                     | 16                   | 16         | 52         | 10         |
| 2014                                                                            | 99 124               | 342 000   | 29.0           | 21         | 5             | 16            | 4720                     | 14                   | 19         | 54         | 10         |
| 2017                                                                            | 100 210              | 326 000   | 30.7           | 22         | 5             | 17            | 4555                     | 11                   | 17         | 54         | 11         |
| 2020                                                                            | 107 023              | 315 462   | 33.9           | 18         | 6             | 12            | 5945                     | 14                   | 12         | 31         | 10         |
| Fuente: Catholic-Hierarchy, que a su vez toma los datos del Anuario Pontificio. |                      |           |                |            |               |               |                          |                      |            |            |            |

## Episcopologio
- Joseph Shipandeni Shikongo, O.M.I. (14 de marzo de 1994-16 de noviembre de 2020 renunció)
  - Linus Ngenomesho, O.M.I., desde el 16 de noviembre de 2020 (administrador apostólico)